# Freiheitsbund
Der Freiheitsbund war ein 1927 gegründeter Wehrverband des christlichen Gewerkschaftsflügels in Österreich und sollte die christliche Arbeiterschaft vor möglichen Angriffen durch die Sozialdemokraten schützen. Da seine Mitglieder überwiegend aus dem Umfeld der Christlichen Gewerkschaften kamen, stellte er in sozialer und weltanschaulicher Hinsicht zwar eine ziemlich geschlossene Formation dar, zählte in den Anfangsjahren aber nur etwas mehr als 2000 Mitglieder. Erst nach den Februarkämpfen und dem Juliputsch (1934) verzeichnete der Freiheitsbund ein sprunghaftes Mitgliederwachstum, das jedoch vor allem darauf zurückzuführen war, dass ihm nun in großer Zahl Anhänger der verbotenen Sozialdemokratischen Arbeiterpartei und der bereits seit 1933 verbotenen NSDAP beitraten.
Obwohl der Freiheitsbund der politischen Rechten zuzurechnen war, geriet er von Anfang an in Gegensatz zu den Heimwehren. In diesem Zusammenhang sorgten vor allem die Gründung der so genannten Unabhängigen Gewerkschaft durch den Steirischen Heimatschutz und dessen heftige Angriffe auf die Christlichen Gewerkschaften für Konfliktstoff. Hinzu kam auch, dass sich Leopold Kunschak und Johann Staud, die wichtigsten politischen Exponenten des Freiheitsbundes, demokratischen „Spielregeln“ verpflichtet fühlten und stets für den Erhalt der parlamentarischen Demokratie in Österreich eintraten.
Das programmatische Ziel des Freiheitsbundes war u. a. auf den Erhalt und Förderung einer starken Staatsautorität gerichtet, auf den Schutz der Freiheit aller Schaffenden im Staate, insbesondere aber Befreiung des Arbeiters von jedem Terror und das Eintreten für die Ziele und für das Programm der christlichen Volksbewegung mit besonderer Berücksichtigung der christlichen Arbeiterbewegung. Das programmatische Ziel des Freiheitsbundes war primär ein gegen die Sozialdemokratie gerichtetes. Der Freiheitsbund verstand sich als Instrument des Kampfes gegen die Linke. Im Gegensatz zur Heimwehr verstand es sich gleichzeitig auch als Instrument zum Kampf für Demokratie. Propagiert wurde das Recht der christlichen Arbeiterschaft an der Mitgestaltung des gesellschaftlichen, wirtschaftlichen und politischen Lebens unserer Heimat.
Offiziell bestand der Freiheitsbund bis zur Auflösung aller Wehrverbände der Ersten Republik im April 1936, inoffiziell jedoch bis zum „Anschluss“ 1938.